# Dockenhuden (Schiff)
Die Dockenhuden war eine Bark, die 1848 auf der Dreyer-Werft gebaut wurde und 1853 vor Queensland, Australien, auf dem Catoriff gestrandet ist.

## Schiffsmaße
Im Bielbrief vom 24. Oktober 1848 sind für die Dockenhuden folgende Maße angegeben:
- Länge zwischen den Steven            = 108,60 Hamburger Fuß (31,06 m)
- Größte Breite                        =  27,10 Hamburger Fuß (7,75 m)
- Höhe (Bauchdiele bis Verdeckplanken) =  16,20 Hamburger Fuß (4,63 m)
- Tragfähigkeit                        =  134 Hamburger Kommerzlasten[1]

## Geschichte

Verkaufsanzeige für das Wrack der Bark Dockenhuden in The Empire, 14. September 1853

Gebaut wurde das Schiff 1848 von der Dreyer-Werft auf der Elbinsel Neuhof am Reiherstieg. Der Eigner der Dockenhuden war das Handelshaus Joh. Ces. Godeffroy & Sohn unter Leitung des Hamburger Kaufmanns Cesar Godeffroy. Die Bark wurde nach der holsteinischen Gemeinde Dockenhuden benannt, in der die Familie von Cesar Godeffroy ein Landhaus während der Sommermonate bewohnte.
Das Schiff kam für den Transport von Auswanderern ab Hamburg nach Australien und Südamerika zum Einsatz. Auf einer Fahrt von Hamburg nach Melbourne ereignete sich am Morgen des 29. Dezember 1852 vor der englischen Küste ein Unfall. Die Bark wurde von einem englischen Vollschiff gerammt. Dabei wurde die Dockenhuden schwer beschädigt, konnte jedoch den Hafen von Plymouth erreichen, wo das Schiff repariert wurde. Am 7. August 1853, ausklariert von Melbourne nach Batavia, strandete die Dockenhuden auf dem Catoriff. Die Mannschaft konnte sich retten und mit den Beibooten die Moreton Bay erreichen. Das Wrack wurde im September 1853 auf einer Auktion für einen Guinee verkauft.

## Kapitäne
Schiffsführer der Bark waren Kapitän Joh. Meyer (1848–51) und Kapitän Jac. Meyer (1851–53). Der Wechsel des Kommandos fand im Februar oder März 1851 in Australien statt.

## Fahrten
Mit der Dockenhuden wurden von Hamburg aus Fahrten in das Gebiet um Australien und nach Südamerika unternommen.
| Datum                | Ereignis   | Ort                      | Kapitän | Bemerkung                                                             | Nachweis             |
| -------------------- | ---------- | ------------------------ | ------- | --------------------------------------------------------------------- | -------------------- |
| 12. November 1848    | vor Anker  | Cuxhaven                 | Meyer   | 99 Auswanderer                                                        | [ 12 ]               |
| 16. November 1848    | Abfahrt    | Cuxhaven                 | Meyer   | Port Adelaide                                                         | [ 13 ]               |
| 4. Dezember 1848     | Abfahrt    | Hamburg                  |         |                                                                       | [ 14 ]               |
| 16. Februar 1849     | Abfahrt    | Rio de Janeiro           |         |                                                                       | [ 14 ]               |
| 21. April 1849       | Ankunft    | Port Phillip / Melbourne | Meyer   | Transport Auswanderer                                                 | [ 14 ] [ 15 ]        |
| 5. Mai 1849          | Abfahrt    | Melbourne                |         | Klar zum Auslaufen nach Adelaide am 03.05; Abfahrt am 05.05           | [ 16 ] [ 17 ]        |
| 21. Mai 1849         | Ankunft    | Adelaide                 |         | Transport Auswanderer                                                 | [ 18 ]               |
| 1. Juni 1849         | Abfahrt    | Adelaide                 |         | Klar zum Auslaufen nach Valparaíso                                    | [ 19 ]               |
| 10. Juli 1849        | Angekommen | Port Philip              | Meyer   | von Hamburg                                                           | [ 20 ]               |
| 1. November 1849     | Ankunft    | Valparaiso               | Meyer   | von Realejo                                                           | [ 21 ]               |
| 28. Dezember 1849    | Ankunft    | Valdivia                 |         |                                                                       | [ 22 ]               |
| 22. Oktober 1850     | Abfahrt    | Hamburg                  | Meyer   | Port Adelaide, Sidney                                                 | [ 23 ] [ 24 ]        |
| 11./15. Februar 1851 | Ankunft    | Adelaide                 | Meyer   | Transport Auswanderer; Fracht: u. a. Wein, Spirituosen und Schafböcke | [ 25 ] [ 24 ]        |
| 20. Februar 1851     | Abfahrt    | Adelaide                 |         | Klar zum Auslaufen nach Melbourne                                     | [ 26 ]               |
| 6. März 1851         | Ankunft    | Melbourne                |         |                                                                       | [ 27 ]               |
| 26. März 1851        | Abfahrt    | Melbourne                |         | Klar zum Auslaufen nach Hamburg via Sydney 24.03; Abfahrt am 26.03    | [ 28 ] [ 29 ]        |
| 4. April 1851        | Ankunft    | Sydney                   |         |                                                                       | [ 30 ]               |
| 18. Mai 1851         | Abfahrt    | Sydney                   |         | Klar zum Auslaufen nach Hamburg 16.05; Abfahrt am 18.05               | [ 31 ] [ 32 ] [ 33 ] |
| 27. September 1851   | Ankunft    | Antwerpen                |         | von Sidney                                                            | [ 34 ]               |
| 11. Oktober 1851     | Ankunft    | Cuxhaven                 | Meyer   | von Sidney; 352 Ballen Wolle                                          | [ 36 ]               |
| 10. November 1851    | Abfahrt    | Hamburg                  |         | Port Adelaide, Sidney                                                 | [ 37 ]               |
| 20. November 1851    | Abfahrt    | Cuxhaven/Hamburg         | Meyer   | Port Adelaide                                                         | [ 38 ] [ 39 ]        |
| 26. Februar 1852     | Ankunft    | Adelaide                 |         |                                                                       | [ 39 ]               |
| 13. März 1852        | Abfahrt    | Adelaide                 |         | Klar zum Auslaufen nach Melbourne                                     | [ 40 ]               |
| 25. März 1852        | Ankunft    | Melbourne                |         |                                                                       | [ 41 ]               |
| 13. April 1852       | Abfahrt    | Melbourne                |         |                                                                       | [ 42 ] [ 43 ]        |
| 19. April 1852       | Ankunft    | Sydney                   |         | Ankunft von Port Phillip                                              | [ 42 ] [ 43 ]        |
| 1. Juni 1852         | Abfahrt    | Sydney                   |         | Abfahrt nach Hamburg                                                  | [ 44 ]               |
| 26. November 1852    | Abfahrt    | Hamburg                  |         |                                                                       | [ 45 ]               |
| 20. Februar 1853     | Abfahrt    | Plymouth                 |         |                                                                       | [ 45 ]               |
| 19. Mai 1853         | Ankunft    | Adelaide                 | Meyer   | 80 Passagiere, von Plymouth                                           | [ 45 ] [ 46 ]        |
| 13. Juni 1853        | Abfahrt    | Adelaide                 |         | Klar zum Auslaufen nach Melbourne                                     | [ 47 ]               |
| 19. Juni 1853        | Ankunft    | Melbourne                |         | Ankert in Port Phillip am 17.06; Ankunft am 19.06                     | [ 48 ] [ 49 ]        |
| 22. Juli 1853        | Abfahrt    | Melbourne                |         | Klar zum Auslaufen nach Batavia am 21.07; Abfahrt am 22.07            | [ 4 ] [ 50 ] [ 51 ]  |